# Woudparelmoervlinder
De woudparelmoervlinder (Melitaea diamina) is een vlinder uit de familie Nymphalidae (vossen, parelmoervlinders en weerschijnvlinders). De wetenschappelijke naam van de soort is, als Papilio diamina, in 1789 door Heinrich Gottlob Lang gepubliceerd. De spanwijdte bedraagt tussen de 33 en 39 millimeter. Vrouwtjes zijn iets kleiner en donkerder van kleur van de mannetjes.
De woudparelmoervlinder staat op de Nederlandse Rode lijst dagvlinders als verdwenen vermeld. In Vlaanderen is de vlinder verdwenen sinds 1954, in Wallonië komt de vlinder nog zeldzaam voor. In Centraal-Europa komt de vlinder voor op graslanden in vochtige bossen.
De vlinder vliegt van mei tot in september in één generatie per jaar. Er wordt als rups in een spinselnest overwinterd. Planten uit het geslacht valeriaan worden door de rupsen als waardplant gebruikt.